# Josip Rus
Josip (Jože) Rus (ilegalno ime Andrej Hribar), slovenski pravnik in politik, * 16. marec 1893, Bled, † 15. september 1985, Ljubljana.
Rus je v letih 1911−1914 na Dunaju študiral pravo. Leta 1915 je bil kot politično sumljiv poslan v vojaški delavski oddelek avstrijskih oboroženih sil; po dopustu 1918 se ni vrnil v vojsko. Ob koncu vojne se je pridružil generalu Maistru, nato pa 1921 v Ljubljani končal študij prava. Po opravljeni pripravniški dobi je kot sodnik služboval na Brdu pri Lukovici, Gornji Radgoni in Višnji Gori ter maja 1934 v Ljubljani postal sodnik okrožnega sodišča. Ob službi je od 1928 pri F. Vebru študiral filozofijo ter si pri tem posvetil odnosu med etiko in pravom.
1936 je bil izvoljen za podnačelnika ljubljanske sokolske župe; na njegov predlog je bila sprejeta resolucija za svobodno in samostojno sokolsko organizacijo, ker so »vplivi neurejenega političnega življenja omejevali svobodni razvoj sokolstva, izločevali in izključevali svobodno iniciativnost, razjedali samostojnost organizacije in jo podrejali nepoštenim, oblasti željnim naklepom političnih špekulantov« (Sokol 1936, 17–8). Novo demokratično vodstvo lj. župe je začelo izdajati svoje glasilo Sokol; vanj je Rus napisal več člankov. 1938 se je zaostril spor med sokolsko upravo in "demokratičnim" načelstvom, ki je kljub pritiskom iz Beograda odklonilo sodelovanje na napovedani manifestaciji v Mariboru pod pokroviteljstvom A. Korošca ob 20-letnici ustanovitve Jugoslavije, zato so v Beogradu razpustili ljubljanski župni odbor in imenovali začasno upravo in tudi niso potrdili na župni skupščini februarja in marca 1939 izvoljenega levo orientiranega vodstva in J. Rusa kot podstaroste, zato je imenovana uprava začela disciplinsko preiskavo; Rusovo izključitev iz Sokola je preprečila zvezna uprava v Beogradu. Proti privržencem JNS v ljubljanski sokolski župi je pod Rusovim vodstvom nastopil izvoljeni (prokomunistični) odbor, ki je skupaj s F. Lubejem in Z. Poličem 13. januarja 1941 v Lj. v imenu demokratičnih Sokolov sklenil s predstavniki KPS sporazum o sodelovanju. Nato je vzdrževal stike z B. Kidričem in na ustanovnem sestanku OF 26. aprila 1941 zastopal slovensko sokolstvo ter bil poleti 1941 izbran za predsednika/predsedujočega sekretariata izvršnega odbora OF (IO OF), to nalogo je opravljal do januarja 1943, ko je zavrnil prevzem formalno najvišje funkcije v slovenskem narodnoosvobodilnem gibanju in postal samo podpredsednik IO OF. Jeseni 1941 je sodeloval pri pisanju brošure Sokol v borbi za svobodo. Februarja 1942 se je umaknil v ilegalo, maja 1942 pa je z ostalimi člani IOOF odšel na osvobojeno ozemlje, kjer je junija 1942 postal poverjenik za sodstvo v Narodnoosvobodilnem svetu. Po italijanski ofenzivi je z IOOF odšel s Kočevskega v Polhograjske Dolomite. Potem, ko je bil decembra 1942 sprejet za člana AVNOJ-a, je januarja 1943 na poziv predsedstva AVNOJ odpotoval v Bihać, a se je moral zaradi sovražne ofenzive v Bosni vrniti. Aprila 1943 je z IOOF odšel na Kočevsko in sodeloval na zboru aktivistov OF na Pugledu. Konec julija je kot predstavnik IOOF odpotoval k ZAVNOH v Otočac in se konec avgusta vrnil na Rog. Na zboru odposlancev slovenskega naroda v Kočevju oktobra 1943 je bil izvoljen za podpredsednika IOOF in predsedstva SNOO ter za delegata v AVNOJ. Na Kočevskem zboru je bil ponovno potrjen za podpredsednika IO OF (to funkcijo je imel do 1953) in izbran za delegata na II. zasedanju Avnoja, kjer je bil kot udeleženec izvoljen za podpredsednika AVNOJ ter člana njegove zakonodajne komisije. Januarja 1944 se je vrnil v Slovenijo, julija je odpotoval na Vis, kjer je delal v predsedstvu Avnoja. Jeseni 1944 je prišel v osvobojeni Beograd, aprila 1945 pa je vodil delegacijo SNOS v osvobojeno Prekmurje. Po vojni je opravljal odgovorne politične in druge javne naloge tako v federaciji (1945-53 je bil eden izmed šestih podpredsednikov Ustavodajne skupščine DFJ oz. Prezidija Ljudske skupščine FLRJ, 1951-53 predsednik Zveze za telesno vzgojo Partizan Jugoslavije), kot tudi v Sloveniji (član prezidija LS LRS, 1953 izvršnega sveta LS LRS in 1954-58 predsednik republiškega zbora Ljudske skupščine LRS. 1948 je vstopil v KP. Po 1953 tudi član vodstev SZDL in Partizana Slovenije in Jugoslavije. Konec 50. let 20. stoletja se je v glavnem umaknil iz političnega življenja. 1975 je postal član Sveta republike. Posmrtno so izšla njegova Pričevanja in spomini: O sokolstvu, Osvobodilni fronti in novi Jugoslaviji (1989) ter Zapiski iz življenja Josipa Rusa, ki jih je 1992 izdal njegov sin, sociolog Veljko Rus, njegov starejši sin pa je bil profesor filozofije Vojan Rus. Odlikovan je bil z redom narodne osvoboditve in partizansko spomenico 1941.